# Strymon fletcheri
Strymon fletcheri är en fjärilsart som beskrevs av Michener och Dos Passos 1942. Strymon fletcheri ingår i släktet Strymon och familjen juvelvingar. Inga underarter finns listade i Catalogue of Life.